# William Boddington
William Wescott Boddington (Jersey City, New Jersey, SAD, 22. studenog 1910. – Colorado Springs, Colorado, SAD, 15. studenog 1996.) je bivši američki hokejaš na travi. Igrao je na mjestu napadača.
Osvojio je brončano odličje na hokejaškom turniru na Olimpijskim igrama 1932. u Los Angelesu. Odigrao je dva susreta. Bio je strijelcem prvog pogotka kojeg je Indija primila u svojih šest dotadašnjih sudjelovanja na OI.
Sudjelovao je i na Olimpijskim igrama 1936. u Berlinu, igrajući za SAD, koje su zauzele zadnje, 11. mjesto. SAD su izgubile sve tri utakmice i ispale su odmah u prvom krugu. Boddington je igrao sve tri utakmice. Kao zanimljivost, vizu za ulazak u Treći Reich mu je potpisao Adolf Hitler[nedostaje izvor]. Te je godine igrao za Westchester Field Hockey Club.
Nakon Drugog svjetskog rata je Boddington nastavio svoju ljubav za šport vodeći koledž Colorado. 1990. je dobio priznanje da je on "otac" nogometa na tom koledžu. 1995. je bio u prvoj skupini športaša koji su ušli u športašku Dvoranu slavnih koledža Colorado.
U poslovnom životu je napravio uspješnu karijeru u drvnoj industiji. 
Služio je u Kopnenoj vojsci SAD-a od 1941. do 1945. Vojne vlasti su ga rasporedile u 10. gorsku diviziju 1942., gdje je ostao do 1945. Za vrijeme dok je divizija bila na vježbama u Camp Haleu, Colorado, zapovijedao je satnijom A u 86. regimenti. Vojska ga je odlikovala odličjem Brončane zvijezde za službu u 10. gorskoj diviziji u talijanskoj kampanji.
Boddingtonova strast za njegovu 10. gorsku diviziju je trajala cijeli njegov život. Budući da je bio jednim od utemeljitelja fondacije 10. gorske divizije, bio je njenim predsjednikom i predsjednikom emeritusom. Posvetio se i služenju zajednici. Bio je povjerenikom škole u Colorado Springsu i fondacije te škole. Bio je i povjerenikom 10th Mountain Division Trail Hut System-a. Bio je u vijeću opernog festivala Colorado i jednim od utemeljitelja programa SOXY u Colorado Springsu. 

## Vanjske poveznice
- Profil na Database Olympics
- Profil na Sports-Reference.com  Arhivirana inačica izvorne stranice od 18. travnja 2020. (Wayback Machine)